# VDI 3477
Die Richtlinie VDI 3477 ist ein technischer Standard des Vereins Deutscher Ingenieure (VDI). Sie beschäftigt sich mit der Reinigung von Abgas und Abluft mittels Biofiltern. Sie wurde im März 2016 veröffentlicht, nachdem im Mai 2014 ein Richtlinienentwurf herausgegeben wurde. Die Richtlinie ist zweisprachig (deutsch/englisch); die deutsche Sprachfassung ist verbindlich. Zuständig für die Richtlinie ist der Fachbereich „Umweltschutztechnik“ der Kommission Reinhaltung der Luft. Die Richtlinie wird über DIN Media vertrieben. Die Richtlinie ist Bestandteil der Richtlinien-Handbücher VDI-Handbuch Biotechnologie, VDI-Handbuch Ressourcenmanagement in der Umwelttechnik und VDI/DIN-Handbuch Reinhaltung der Luft – Band 6: Abgasreinigung – Staubtechnik. Zusammen mit den Richtlinien VDI 3478 Blatt 1 und Blatt 2 diente die Richtlinie VDI 3477 als Grundlage für die Erstellung der Norm ISO 23138 Biological equipment for treating air and other gases – General requirements.

## Inhalt
Inhalt der Richtlinie ist die Beschreibung des Standes der Technik bei der biologischen Abluftreinigung mittels Biofilter. In der Richtlinie werden die Stoffe und Stoffgruppen benannt, deren biologischer Abbau durch Mikroorganismen nachgewiesen wurde. Es wird unter anderem auf verfahrenstechnischen Grundlagen, Auslegung und Konstruktion von Biofiltern sowie auf Messung und Bewertung der Emissionen eingegangen.

## Veröffentlichungshistorie
- Richtlinienentwurf  vom März 1981[3]
- Richtlinie vom Dezember 1984[4]
- Richtlinienentwurf vom Februar 1989[5]
- Richtlinie vom Dezember 1991[6]
- Richtlinienentwurf vom August 2002[7]
- Richtlinie vom November 2004[8]
- Richtlinienentwurf vom Mai 2014[9]
- Richtlinie vom März 2016[10]

Mit der Veröffentlichung einer Richtlinie wurden der vorhergehende Richtlinienentwurf und die vorangegangene Richtlinie zurückgezogen.

## Rechtliche Einordnung
Als Bestandteil des VDI-/DIN-Handbuchs Reinhaltung der Luft erfolgt in Abschnitt 5.1.1 der TA Luft ein dynamischer Verweis auf die Richtlinie VDI 3477. Sie soll bei der Ermittlung des Standes der Technik „als Erkenntnisquelle herangezogen werden“. Ein statischer Verweis auf die im März 2016 veröffentlichte Richtlinie befindet sich in der TA Luft vom 18. August 2021 unter den Nummern 5.4.8.5 und 5.4.8.6.2. Im Bundeseinheitlichen Qualitätsstandard 10-1 „Deponiegas“ vom 10. November 2021 der Länderarbeitsgemeinschaft Abfall wird in Abschnitt 3 auf die Richtlinie verwiesen.